# UCI Asia Tour 2009
Die UCI Asia Tour ist der vom Weltradsportverband Union Cycliste Internationale (UCI) zur Saison 2005 eingeführte asiatische Straßenradsport-Kalender unterhalb der UCI ProTour. Die fünfte Saison beginnt am 1. Oktober 2008 und endet am 30. September 2009.
Die Eintagesrennen und Etappenrennen der UCI Asia Tour sind in drei Kategorien (HC, 1 und 2) eingeteilt.

## Gesamtstand
(Endstand: 30. September 2009)
| Platz | Fahrer               |             | Punkte |
| ----- | -------------------- | ----------- | ------ |
| 1.    | Ghader Mizbani       | Iran        | 384,5  |
| 2.    | Andrei Misurow       | Kasachstan  | 368,5  |
| 3.    | Boris Schpilewski    | Russland    | 254    |
| 4.    | Dmitri Fofonow       | Kasachstan  | 242    |
| 5.    | Walentin Iglinski    | Kasachstan  | 217    |
| 6.    | Ayman Ben Hassine    |             | 179,66 |
| 7.    | Abdelbasset Hannachi | Algerien    | 178    |
| 8.    | Takashi Miyazawa     | Japan       | 161    |
| 9.    | Taiji Nishitani      | Japan       | 152,25 |
| 10.   | Jai Crawford         |             | 146    |
| 26.   | Heinrich Haussler    | Deutschland | 84     |
| 43.   | Roger Beuchat        |             | 57     |
| 140.  | René Haselbacher     |             | 14     |

| Platz | Team                         |             | Punkte |
| ----- | ---------------------------- | ----------- | ------ |
| 1.    | Petrochemical Tabriz         | Iran        | 1015   |
| 2.    | Doha Team                    | Katar       | 628,66 |
| 3.    | Azad University Iran         | Iran        | 438    |
| 4.    | Serramenti PVC Diquigiovanni |             | 335    |
| 5.    | EQA-Meitan Hompo             |             | 268    |
| 6.    | Aisan Racing Team            |             | 250    |
| 7.    | Savings & Loans              |             | 240    |
| 8.    | Cervélo TestTeam             |             | 228    |
| 9.    | Seoul Cycling                | Korea Sud   | 210    |
| 10.   | CarmioOro-A Style            |             | 205    |
| 36.   | Team Nutrixxion Sparkasse    | Deutschland | 28     |
| 40.   | Vorarlberg-Corratec          |             | 19     |

| Platz | Nation              | Punkte  |
| ----- | ------------------- | ------- |
| 1.    | Kasachstan          | 1259,82 |
| 2.    | Iran                | 1015,5  |
| 3.    | Japan               | 780,25  |
| 4.    | Malaysia            | 292     |
| 5.    | Usbekistan          | 255,98  |
| 6.    | Südkorea            | 255     |
| 7.    | Kirgisistan         | 185     |
| 8.    | Volksrepublik China | 183     |
| 9.    | Hongkong            | 150     |
| 10.   | Syrien              | 139     |

| Platz | Nation (U23)        | Punkte |
| ----- | ------------------- | ------ |
| 1.    | Iran                | 160    |
| 2.    | Kasachstan          | 89,98  |
| 3.    | Malaysia            | 63     |
| 3.    | Japan               | 63     |
| 5.    | Mongolei            | 44     |
| 6.    | Thailand            | 41     |
| 7.    | Vietnam             | 40     |
| 8.    | Nordkorea           | 38     |
| 9.    | Volksrepublik China | 36     |
| 10.   | Südkorea            | 30     |

## Rennkalender

### Oktober 2008
| Datum   | Rennen                     | Kat. | Sieger                | Team                       |
| ------- | -------------------------- | ---- | --------------------- | -------------------------- |
| 4.–8.   | Tour of Milad du Nour      | 2.2  | Ahad Kazemi           | Tabriz Petrochemical Team  |
| 12.–16. | Tour of Kerman             | 2.2  | Ghader Mizbani        | Tabriz Petrochemical Team  |
| 19.–25. | Tour of Hong Kong Shanghai | 2.2  | Christoff van Heerden | Team Konica Minolta-Bizhub |
| 26.     | Japan Cup                  | 1.HC | Damiano Cunego        | Lampre-NGC                 |

### November 2008
| Datum   | Rennen           | Kat. | Sieger            | Team                      |
| ------- | ---------------- | ---- | ----------------- | ------------------------- |
| 8.–9.   | Tour de Okinawa  | 2.2  | Yukiya Arashiro   | Meitan Hompo-GDR          |
| 11.–19. | Tour of Hainan   | 2.1  | Boris Schpilewski | Russland                  |
| 23.–5.  | Tour d’Indonesia | 2.2  | Ghader Mizbani    | Tabriz Petrochemical Team |

### Dezember 2008
| Datum   | Rennen                            | Kat. | Sieger               | Team                                    |
| ------- | --------------------------------- | ---- | -------------------- | --------------------------------------- |
| 13.     | International Grand Prix Al-Khor  | 1.2  | Rafaâ Chtioui        | Doha Team                               |
| 14.–21. | Tour of South China Sea           | 2.2  | Gang Xu              | Hong Kong HSS Shanghai Sports Institute |
| 14.     | International Grand Prix Losail   | 1.2  | Abdelbasset Hannachi | Doha Team                               |
| 15.     | International Grand Prix Messaeed | 1.2  | Ayman Ben Hassine    | Doha Team                               |
| 16.     | International Grand Prix Doha     | 1.2  | Ayman Ben Hassine    | Doha Team                               |
| 18.–20. | Cycling Golden Jersey             | 2.2  | Alexei Ljalko        | Kasachstan                              |

### Januar
| Datum | Rennen                   | Kat. | Sieger            | Team      |
| ----- | ------------------------ | ---- | ----------------- | --------- |
| 23.   | H. H. Vice President Cup | 1.2  | Ayman Ben Hassine | Doha Team |
| 24.   | Emirates Cup             | 1.2  | Ayman Ben Hassine | Doha Team |
| 26.   | UAQ International Race   | 1.2  | abgesagt          |           |

### Februar
| Datum  | Rennen           | Kat. | Sieger     | Team                         |
| ------ | ---------------- | ---- | ---------- | ---------------------------- |
| 1.–6.  | Tour of Qatar    | 2.1  | Tom Boonen | Quick Step                   |
| 9.–15. | Tour de Langkawi | 2.HC | José Serpa | Serramenti PVC Diquigiovanni |

### März
| Datum  | Rennen         | Kat. | Sieger             | Team               |
| ------ | -------------- | ---- | ------------------ | ------------------ |
| 8.–14. | Tour de Taiwan | 2.2  | Krzysztof Jeżowski | Merida Europe Team |

### April
| Datum   | Rennen            | Kat. | Sieger                   | Team                              |
| ------- | ----------------- | ---- | ------------------------ | --------------------------------- |
| 1.–4.   | Tour of East Java | 2.2  | verschoben in den August |                                   |
| 4.–9.   | Tour of Thailand  | 2.2  | Andrew Bajadali          | Kelly Benefit Strategies          |
| 19.–26. | Jelajah Malaysia  | 2.2  | Timothy Roe              | Savings & Loans                   |
| 30.–3.  | Tour de Singkarak | 2.2  | Ghader Mizbani           | Petrochemical Tabriz Cycling Team |

### Mai
| Datum   | Rennen                            | Kat. | Sieger            | Team                              |
| ------- | --------------------------------- | ---- | ----------------- | --------------------------------- |
| 11.–15. | Presidential Cycling Tour of Iran | 2.2  | Ghader Mizbani    | Petrochemical Tabriz Cycling Team |
| 17.–24. | Tour of Japan                     | 2.2  | Sergio Pardilla   | CarmioOro-A Style                 |
| 28.–31. | Tour de Kumano                    | 2.2  | Walentin Iglinski | Kasachstan                        |

### Juni
| Datum   | Rennen                       | Kat. | Sieger        | Team                     |
| ------- | ---------------------------- | ---- | ------------- | ------------------------ |
| 5.–14.  | Tour de Korea                | 2.2  | Roger Beuchat | Team Neotel-Stegcomputer |
| 20.–21. | Petaling Jaya City Criterium | 2.2  | abgesagt      |                          |

### Juli
| Datum   | Rennen                    | Kat. | Sieger         | Team                              |
| ------- | ------------------------- | ---- | -------------- | --------------------------------- |
| 1.–7.   | Azerbaïjan Tour           | 2.2  | abgesagt       |                                   |
| 11.–19. | Wind from the East        | 2.2  | abgesagt       |                                   |
| 17.–26. | Tour of Qinghai Lake      | 2.HC | Andrei Misurow | Petrochemical Tabriz Cycling Team |
| 20.–21. | Melaka Chief Minister Cup | 2.2  | abgesagt       |                                   |
| 23.–25. | Jelajah Negeri Sembilan   | 2.2  | abgesagt       |                                   |
| 28.–30. | Perlis Open               | 2.2  | Anuar Manam    | Islamic Azad University           |

### August
| Datum  | Rennen                                | Kat. | Sieger              | Team                              |
| ------ | ------------------------------------- | ---- | ------------------- | --------------------------------- |
| 8.–10. | Tour of East Java                     | 2.2  | Andrei Misurow      | Petrochemical Tabriz Cycling Team |
| 16.    | Asienmeisterschaft – Straßenrennen    | CC   | Dmitri Fofonow      | Kasachstan                        |
| 17.    | Asienmeisterschaft – Einzelzeitfahren | CC   | Alexander Winokurow | Kasachstan                        |

### September
| Datum  | Rennen           | Kat. | Sieger           | Team                             |
| ------ | ---------------- | ---- | ---------------- | -------------------------------- |
| 9.–13. | Tour de Hokkaidō | 2.2  | Takashi Miyazawa | EQA-Meitan Hompo-Graphite Design |